# Kuchary (powiat kutnowski)
Kuchary (Kuchary II) – wieś w Polsce położona w województwie łódzkim, w powiecie kutnowskim, w gminie Krzyżanów.
Dawniej zarówno Kuchary (powiat łęczycki, k. Węglewic), jak i Kuchary (powiat kutnowski, k. Strzegocina) należały do gminy Witonia. Dlatego Kuchary k. Węglewic nazywano Kucharami Pierwszymi, a Kuchary k. Strzegocina – Kucharami Drugimi. Obecnie Kuchary Drugie należą do gminy Krzyżanów w powiecie kutnowskim, a Kuchary Pierwsze nadal do gminy Witonia w powiecie łęczyckim.
W latach 1975–1998 miejscowość należała administracyjnie do województwa płockiego.
Kuchary Strzegocińskie zwane też lokalnie Kucharami Żydowskimi od XVII w. należały do rodu Grabskich herbu Pomian. W pobliskim Strzegocinie na cmentarzu rzymskokatolickim znajdują się groby członków rodu.
W 1800 r. Ignacy Grabski sprzedał Kuchary Ignatiusowi von Plichcie. W 1838 r. Rada Administracyjna Królestwa Polskiego postanowiła skonfiskować Kuchary ówczesnemu właścicielowi Andrzejowi Saturninowi Plichcie za udział w powstaniu listopadowym, do czego w efekcie nie doszło.
Kolejnymi dziedzicami Kuchar byli Teodor i Rozalia Róża Grabscy i ponownie Ignacy Grabski. W 1852 r. dwór przejął Apolinary Grabski, a po nim jego syn Józef, który doprowadził dobra kucharskie do upadku. W 1885 r. Towarzystwo Kredytowe Ziemskie wystawiło Kuchary na sprzedaż. Kupił je żydowski kupiec i radny z Łęczycy Marcus Przedborski, syn Borucha Przedborskiego. Około 1910 r. Marcus Przedborski rozpoczął parcelację majątku, którą kontynuował do lat 20. XX w. jego syn Henryk Przedborski. Dwór przeznaczony do rozbiórki odkupiły miejscowe rodziny Jóźwiaków i Modrzejewskich, w których rękach znajduje się do dziś. Po wielokrotnych przebudowach zatracił częściowo cechy stylowe.
Henryk Przedborski – kupiec i wielokrotny radny Łęczycy – był pradziadkiem pisarki Agaty Tuszyńskiej, która opisała dzieje Kuchar w „Rodzinnej historii lęku”.
Historię dworu opublikowano w 2003 r. na kartach T. VII „Kutnowskich Zeszytów Regionalnych”.